# IRF8
 Регуляторный фактор интерферона 8  (IRF8) известный также как  последовательно-связывающий белок консенсуса интерферона  (ICSBP) — белок, который у человека кодируется геном IRF8. IRF8 является фактором транскрипции, который имеет несколько важных функций в регуляции коммитирования и в миелоидном клеточном созревании, в том числе и в плане общего миелоидного предшественника (CMP), чтобы дифференцировать клетки-предшественники в моноциты.

## Функция
Последовательно-связывающий белок консенсуса интерферона (ICSBP) является фактором транскрипции в семействе регуляторных факторов интерферона (IRF). Белки этого семейства состоят из консервативного ДНК-связывающего домена в N-концевой области и расходящейся С-концевой области, которая служит в качестве регуляторного домена. В семействе IRF белки связываются с ИФН-стимулированными элементами ответа (ISRE) и регулируют экспрессию генов, стимулированных интерфероном типа I, а именно IFN-α и IFN-β. Белки семейства IRF также контролируют экспрессию ИФН-α и ИФН-β-регуляторных генов, которая вызвана вирусной инфекцией.

## Нокаутные исследования
IFN-продуцирующие клетки (mIPCs) отсутствовали во всех лимфоидных органах у ICSBP нокаутных мышей (KO), также обнаружено отсутствие CD11clowB220+Ly6C+CD11b− клеток. Параллельно, CD11c+ клетки, выделенные из селезёнки ICSBP KO были неспособны произвести интерфероны типа I в ответ на вирусную стимуляцию. У мышей ICSBP KO было также выявлено заметное снижение подмножества дендритных клеток (DC), выражающее маркер CD8alpha (CD8alpha+ DCs) в селезёнке, лимфатических узлах и вилочковой железе. Кроме того, в ICSBP-дефицитных CD8alpha+ DC представлен заметно ослабленный фенотип по сравнению с WT DC. Они экспрессировали очень низкие уровни молекул костимуляторной (межклеточной адгезии ICAM1, CD40, CD80, CD86) и ареахоминг Т-клеток рецептора хемокинов CCR7.

## Клиническое значение
В миелоидных клеток, IRF8 регулирует экспрессию Bax и Fas для регулировки апоптоза. В хронический миелоидном лейкозе (ХМЛ), IRF8 регулирует CML апоптоз кислотной церамидазой в качестве посредника.
IRF8 экспрессируется на высоком уровне в миелоидных клетках, и был первоначально идентифицирован в качестве критического линейно-специфического фактора транскрипции для дифференцировки миелоидных клеток. Недавние исследования, однако, показали, что IRF8 также экспрессируется в некроветворные клетки рака, хотя на низком уровне. Кроме того, IRF8 также может быть дополнительно регулируется IFN-γ в не-кроветворных клетках. IRF8 опосредует экспрессию Fas, Вах, FLIP, JAK1 и STAT1 для опосредования апоптоза в некроветворных раковых клетках.
Анализ базы геномных данных рака у человека показал, что IRF8 существенно не усиливается по всему набору данных по более чем 3 тысячам опухолей, но был значительно в них снижен, поэтому предполагается, что IRF8 — потенциальный супрессор опухоли в организме человека. Молекулярный анализ показал, что ген промотор IRF8 гиперметилирован в человеческие карциномы клеток толстой кишки, указывая, что эти клетки могут использовать метилирование ДНК, чтобы подавить экспрессию IRF8 для продвижения болезни.

## Взаимодействия
IRF8, как было выявлено, взаимодействуют с IRF1 и COPS2.